# 反復進行
反復進行 (独: Sequenz)とは、音楽用語の一つ。ある楽句を音高を変えながら反復させることをいう。ドイツ語「ゼクヴェンツ」(Sequenz)に由来して「ゼクエンツ」とも呼ばれる。一つの声部の旋律線のみで行われる場合と、和声的に行われる場合とがある。楽想の伸長、発展の手段、気分の高揚、コード進行の豊かさを広げるなどとして広く用いられている。和声的な反復進行については和声#反復進行を参照のこと。